# Präz
Präz (Reto-Romaans: Preaz; Italiaans (verouderd): Prezio) is een plaats en voormalige gemeente in het Zwitserse kanton Graubünden, en maakt deel uit van het district Hinterrhein.
Präz telt 170 inwoners.